# Lijst van voetbalinterlands El Salvador - Haïti
Deze lijst van voetbalinterlands is een overzicht van alle officiële voetbalwedstrijden tussen de nationale teams van El Salvador en Haïti. De landen speelden tot op heden 27 keer tegen elkaar. De eerste ontmoeting was een vriendschappelijke wedstrijd op 25 februari 1950 in Guatemala-Stad (Guatemala). Het laatste duel, eveneens een vriendschappelijke wedstrijd, vond plaats in Washington D.C. (Verenigde Staten) op 2 juni 2019.

## Wedstrijden
| №  | Plaats          | Datum             | Competitie                          | Wedstrijd           | Uitslag |
| -- | --------------- | ----------------- | ----------------------------------- | ------------------- | ------- |
| 1  | Guatemala-Stad  | 25 februari 1950  | Vriendschappelijk                   | El Salvador − Haïti | 1 − 0   |
| 2  | San José        | 15 maart 1961     | CCCF-kampioenschap 1961             | El Salvador − Haïti | 2 − 0   |
| 3  | Guatemala-Stad  | 11 april 1965     | CONCACAF-kampioenschap 1965         | El Salvador − Haïti | 3 − 1   |
| 4  | ?               | 10 oktober 1967   | Vriendschappelijk                   | El Salvador − Haïti | 2 − 0   |
| 5  | Port-au-Prince  | 21 september 1969 | WK 1970 kwalificatie                | Haïti − El Salvador | 1 − 2   |
| 6  | San Salvador    | 28 september 1969 | WK 1970 kwalificatie                | El Salvador − Haïti | 0 − 3   |
| 7  | Kingston        | 8 oktober 1969    | WK 1970 kwalificatie                | Haïti − El Salvador | 0 − 1   |
| 8  | Mexico-Stad     | 16 oktober 1977   | WK 1978 kwalificatie                | El Salvador − Haïti | 0 − 1   |
| 9  | Port-au-Prince  | 13 mei 1980       | Vriendschappelijk                   | Haïti − El Salvador | 2 − 0   |
| 10 | San Salvador    | 4 juni 1980       | Vriendschappelijk                   | El Salvador − Haïti | 3 − 0   |
| 11 | Port-au-Prince  | 11 juni 1981      | Vriendschappelijk                   | Haïti − El Salvador | 0 − 0   |
| 12 | San Salvador    | 26 juli 1981      | Vriendschappelijk                   | El Salvador − Haïti | 4 − 0   |
| 13 | Tegucigalpa     | 19 november 1981  | WK 1982 kwalificatie                | El Salvador − Haïti | 1 − 0   |
| 14 | Los Angeles     | 6 oktober 1999    | CONCACAF Gold Cup 2000 kwalificatie | El Salvador − Haïti | 1 − 1   |
| 15 | San Salvador    | 28 maart 2000     | Vriendschappelijk                   | El Salvador − Haïti | 3 − 1   |
| 16 | Port-au-Prince  | 5 augustus 2000   | Vriendschappelijk                   | Haïti − El Salvador | 2 − 1   |
| 17 | Miami           | 15 december 2001  | Vriendschappelijk                   | El Salvador − Haïti | 0 − 0   |
| 18 | Houston         | 12 mei 2004       | Vriendschappelijk                   | El Salvador − Haïti | 3 − 3   |
| 19 | San Salvador    | 17 april 2007     | Vriendschappelijk                   | El Salvador − Haïti | 0 − 1   |
| 20 | Port-au-Prince  | 26 januari 2008   | Vriendschappelijk                   | Haïti − El Salvador | 0 − 0   |
| 21 | Saint-Marc      | 29 januari 2008   | Vriendschappelijk                   | Haïti − El Salvador | 0 − 0   |
| 22 | San Salvador    | 6 september 2008  | WK 2010 kwalificatie                | El Salvador − Haïti | 5 − 0   |
| 23 | Port-au-Prince  | 11 oktober 2008   | WK 2010 kwalificatie                | Haïti − El Salvador | 0 − 0   |
| 24 | San Salvador    | 9 februari 2011   | Vriendschappelijk                   | El Salvador − Haïti | 1 − 0   |
| 25 | Houston         | 15 juli 2013      | CONCACAF Gold Cup 2013              | El Salvador − Haïti | 1 − 0   |
| 26 | San Salvador    | 20 november 2018  | Vriendschappelijk                   | El Salvador − Haïti | 1 − 0   |
| 27 | Washington D.C. | 2 juni 2019       | Vriendschappelijk                   | El Salvador − Haïti | 1 − 0   |

## Samenvatting
| Competitie                     | Totaal gespeeld | Winst El Salvador | Gelijk | Winst Haïti | Doelsaldo El Salvador – Haïti |
| ------------------------------ | --------------- | ----------------- | ------ | ----------- | ----------------------------- |
| WK-kwalificatie                | 7               | 4                 | 1      | 2           | 9 − 5                         |
| CONCACAF Gold Cup              | 3               | 3                 | 0      | 0           | 6 − 1                         |
| CONCACAF Gold Cup-kwalificatie | 1               | 0                 | 1      | 0           | 1 − 1                         |
| Vriendschappelijk              | 16              | 8                 | 5      | 3           | 20 − 9                        |
| Totaal                         | 27              | 15                | 7      | 5           | 36 − 16                       |

Wedstrijden bepaald door strafschoppen worden, in lijn met de FIFA, als een gelijkspel gerekend.
FSF · A-internationals · Selecties · Bondscoaches · Statistieken · Salvadoraans vrouwenelftal ·  
Olympisch elftal · El Salvador U21 · El Salvador U19 · El Salvador U17
1920 – 1929 · 
1930 – 1939 · 
1940 – 1949 · 
1950 – 1959 · 
1960 – 1969 · 
1970 – 1979 · 
1980 – 1989 · 
1990 – 1999 · 
2000 – 2009 · 
2010 – 2019 ·
2020 − 2029
Gold Cup 1991 · 
Gold Cup 1993 · 
Gold Cup 1996 · 
Gold Cup 1998 · 
Gold Cup 2000 · 
Gold Cup 2002 · 
Gold Cup 2003 · 
Gold Cup 2005 · 
Gold Cup 2007 · 
Gold Cup 2009 · 
Gold Cup 2011 · 
Gold Cup 2013
WK 1970 · 
WK 1982
OS 1968
1921 · 
1922–1927 · 
1928 · 
1929 · 
1930 · 
1931–1934 · 
1935 · 
1936–1937 · 
1938 · 
1939–1940 · 
1941 · 
1942 · 
1943 · 
1944–1945 · 
1946 · 
1947 · 
1948 · 
1949 · 
1950 · 
1951–1952 · 
1953 · 
1954 · 
1955 · 
1955–1960 · 
1961 · 
1962 · 
1963 · 
1964 · 
1965 · 
1966 · 
1967 · 
1968 · 
1969 · 
1970 · 
1971 · 
1972 · 
1973 · 
1974 · 
1975 · 
1976 · 
1977 · 
1978 · 
1979 · 
1980 · 
1981 · 
1982 · 
1983 · 
1984 · 
1985 · 
1986 · 
1987 · 
1988 · 
1989 · 
1990 · 
1991 · 
1992 · 
1993 · 
1994 · 
1995 · 
1996 · 
1997 · 
1998 · 
1999 · 
2000 · 
2000 · 
2001 · 
2002 · 
2003 · 
2004 · 
2005 · 
2006 · 
2007 · 
2008 · 
2009 · 
2010 · 
2011 · 
2012 · 
2013 ·
2014 ·
2015 ·
2016 ·
2017 ·
2018 ·
2019 ·
2020 ·
2021 ·
2022 ·
2023
Amerikaanse Maagdeneilanden ·
Anguilla ·
Antigua en Barbuda ·
Argentinië ·
Armenië ·
Aruba ·
Barbados ·
België ·
Belize ·
Bermuda ·
Bolivia ·
Brazilië ·
Canada ·
Chili ·
China ·
Colombia ·
Costa Rica ·
Cuba ·
Curaçao ·
Dominicaanse Republiek ·
Ecuador ·
Estland ·
GOS ·
Grenada ·
Griekenland ·
Guatemala ·
Guyana ·
Haïti ·
Honduras ·
Hongarije ·
IJsland ·
Ivoorkust ·
Jamaica ·
Japan ·
Joegoslavië ·
Kaaimaneilanden ·
Mexico ·
Moldavië · 
Montserrat ·
Nederlandse Antillen ·
Nicaragua ·
Nieuw-Zeeland ·
Panama ·
Paraguay ·
Peru ·
Puerto Rico ·
Qatar ·
Rusland ·
Saint Kitts en Nevis ·
Saint Lucia ·
Saint Vincent en de Grenadines ·
Sovjet-Unie ·
Spanje ·
Suriname ·
Trinidad en Tobago ·
Venezuela ·
Verenigde Staten ·
Zuid-Korea
FHF · A-internationals · Selecties · Bondscoaches · Haïtiaans vrouwenelftal ·  Haïti U21 · Haïti U20 · Haïti U19 · Haïti U18 · Haïti U17
1925 ·
1926 ·
1927–1931 · 
1932 ·
1933 · 
1934 ·
1935–1937 · 
1938 ·
1939 ·
1940–1943 · 
1944 ·
1945–1947 · 
1948 ·
1949 ·
1950 ·
1951 ·
1952 ·
1953 ·
1954 ·
1955 · 
1956 ·
1957 ·
1958 ·
1959 ·
1960 · 
1961 ·
1962 ·
1963 ·
1964 ·
1965 ·
1966 ·
1967 ·
1968 ·
1969 ·
1970 · 
1971 ·
1972 ·
1973 ·
1974 ·
1975 ·
1976 ·
1977 ·
1978 ·
1979 ·
1980 ·
1981 ·
1982 · 
1983 ·
1984 ·
1985 ·
1986–1988 · 
1989 ·
1990 · 
1991 ·
1992 ·
1993 · 
1994 ·
1995 · 
1996 ·
1997 ·
1998 ·
1999 ·
2000 ·
2001 ·
2002 ·
2003 ·
2004 ·
2005 ·
2006 ·
2007 ·
2008 ·
2009 ·
2010 ·
2011 ·
2012 ·
2013 ·
2014 ·
2015 ·
2016 ·
2017 ·
2018 ·
2019 ·
2020 ·
2021 ·
2022 ·
2023 ·
2024
Amerikaanse Maagdeneilanden ·
Antigua en Barbuda ·
Argentinië ·
Aruba ·
Bahama's ·
Bahrein ·
Barbados ·
Belize ·
Bermuda ·
Bolivia ·
Brazilië ·
Britse Maagdeneilanden ·
Canada ·
Chili ·
China ·
Colombia ·
Costa Rica ·
Cuba ·
Curaçao ·
Dominica ·
Dominicaanse Republiek ·
Ecuador ·
El Salvador ·
Grenada ·
Guatemala ·
Guyana ·
Honduras ·
Italië ·
Jamaica ·
Japan ·
Jordanië ·
Kaaimaneilanden ·
Kosovo ·
Mexico ·
Montserrat ·
Nederlandse Antillen ·
Nicaragua ·
Oman ·
Panama ·
Peru ·
Polen ·
Puerto Rico ·
Qatar ·
Saint Kitts en Nevis ·
Saint Lucia ·
Saint Vincent en de Grenadines ·
Spanje ·
Suriname ·
Syrië ·
Trinidad en Tobago ·
Turks- en Caicoseilanden ·
Uruguay ·
Venezuela ·
Verenigde Arabische Emiraten ·
Verenigde Staten ·
Zuid-Korea